# Тягун (Винницкая область)
Тягу́н (укр. Тягун) — село на Украине, находится в Ильинецком районе Винницкой области.
Население по переписи 2001 года составляет 563 человека. Почтовый индекс — 22710. Телефонный код — 3549.
Занимает площадь 2,12 км².

## Адрес местного совета
22710 Винницкая область, Иллинецкий р-н, с.Тягун, ул. Ленина, 7